# Transpeptidasa
Una transpeptidasa (EC 3.4.16.4) es una enzima bacteriana cuya función es realizar enlaces cruzados en la formación de las cadenas que constituyen al peptidoglucano en la pared celular de muchas bacterias. Esta enzima es también conocida como una carboxipeptidasa D-Alanina-D-Alanina tipo serina por tener dos residuos de alanina en el carbono terminal.

## Bioquímica
La enzima transpeptidasa es una carboxipeptidasa de 406 aminoácidos fijada sobre la membrana plasmática y es necesaria para la formación de la pared celular bacteriana. Es el blanco de la inhibición por la acción de las penicilinas, por ello, se considera una proteína ligadora de penicilina. La unión penicilina:transpeptidasa es de naturaleza irreversible, produce un grupo acilo sobre la transpeptidasa y forma como resultado un altamente estable intermediario peniciloil, el cual carece de función sobre la síntesis de peptidoglicano. 

## Reacción
La transpeptidasa cataliza un enlace transversal sobre la cadena del peptidoglicano uniendo el grupo amino de una cadena donadora monomérica a la D-alanina terminal del peptidoglicano recién sintetizado. La incorporación por entrecruzamiento de la nueva cadena elonga la cadena ya existente sobre la pared celular de la bacteria. La transpeptidasa también tiene actividad carboxipeptidasa, por medio del cual elimina los extremos D-Ala de las cadenas peptídicas que no establecen entrecruzamiento.